# Guerra civil ecuatoriana de 1932
La guerra civil de 1932 o Guerra de los Cuatro Días fue un conflicto civil ecuatoriano que enfrentó a las fuerzas del gobierno liberal del encargado del poder ejecutivo Alfredo Baquerizo Moreno contra el bando de los rebeldes conservadores partidarios de Neptalí Bonifaz.

## Antecedentes
La renuncia del presidente Isidro Ayora en 1931 produjo la convocatoria de nuevas elecciones presidenciales para escoger a su sucesor.
Fueron convocadas por Alfredo Baquerizo Moreno, quien al recibir el encargo del poder ejecutivo prometió que garantizaría la libertad electoral, y que en su interinidad se vería la resurrección del voto libre y del electorado nacional.
Los candidatos fueron: Neptalí Bonifaz, por el Partido Conservador Ecuatoriano, apoyado por la Compactación Obrera Nacional y un sector liberal disidente, Modesto Larrea, por el Partido Liberal Radical Ecuatoriano y de las izquierdas; y, el Teniente Coronel Ildefonso Mendoza, independiente apoyado por el Partido Socialista Ecuatoriano y ciudadanos de distintas tendencias políticas.

## Desarrollo
Neptalí Bonifaz Ascázubi es elegido Presidente del Ecuador, sin embargo, el 20 de agosto de 1932, el presidente electo fue descalificado por el Congreso del Ecuador siendo declarado No Apto para ejercer la Presidencia, por atribuirse nacionalidad peruana a través de correspondencia, en medio de acusaciones políticas.
El 28 de agosto de 1932, a consecuencia de la decisión del Congreso la guarnición de la capital (Quito) conjuntamente con la Compactación Obrera Nacional y el pueblo partidario de Neptalí Bonifaz inicia una sublevación.
La Compactación Obrera Nacional y el pueblo se lanzaron a las calles para apoyar a los batallones que respaldaban a Neptalí Bonifaz y buscaron armas en los cuarteles; por ese motivo, Alfredo Baquerizo Moreno, encargado del poder ejecutivo en esos difíciles momentos, tuvo que asilarse en la embajada argentina luego de depositar la conducción del país en manos Carlos Freile Larrea.
Hubo un sangriento enfrentamiento entre los rebeldes con las tropas leales al Gobierno que llegando desde las demás provincias buscaban conquistar Quito y acabar con la sublevación.

## Consecuencias
Este episodio, en el cual murieron más de 2000 mil personas, termina con la rendición de los sublevados el 1 de septiembre de 1932 y el compromiso entre las partes enfrentadas de encargar el poder ejecutivo interinamente a Alberto Guerrero Martínez hasta la convocatoria nuevas elecciones presidenciales.